# Балаклія-2
Балаклі́я-2 — пасажирський залізничний зупинний пункт Шевченківської дирекції Одеської залізниці.
Розташований на заході села Балаклея, Смілянський район, Черкаської області на лінії Імені Тараса Шевченка — Цвіткове між станціями Перегонівка (3 км) та Володимирівка (5 км).
На платформі зупиняються приміські електропоїзди.